# (237442) 1999 TA10
1999 تي أي 10 (ويعرف أيضًا باسم (237442) 1999 تي أي 10 وفق تسمية الكوكب الصغير) (بالإنجليزية: 1999 TA10)‏ هو كويكب ضمن حزام الكويكبات؛ وترتيبه 237442 من حيث الاكتشاف.
اكتُشف هذا الجُرم الفلكي بواسطة بحث لنكولن عن الكويكبات القريبة من الأرض في 5 أكتوبر 1999.

## وصلات خارجية
- (237442) 1999 TA10 في قاعدة بيانات مختبر الدفع النفاث لأجرام النظام الشمسي الصغيرة

- الاكتشاف · مخطط المدار ·  العناصر المدارية · المعلمات المادية

- (237442) 1999 TA10 على موقع ويكي سكاي: DSS2, SDSS, GALEX, IRAS, Hydrogen α, X-Ray, Astrophoto, Sky Map, Articles and images